# Mar Egea
La mar Egea, o el mar Egeu (en grec Αιγαίο Πέλαγος, Egeo Pèlagos; en turc Ege Denizi), és un braç de mar de la Mediterrània, situat entre la península grega i Anatòlia (o Àsia Menor, actualment part de Turquia). Està connectada amb la mar de Màrmara i amb la mar Negra a través dels estrets dels Dardanels i el Bòsfor. La part més septentrional, la que banya les costes de Tràcia i Macedònia i el nord-oest de Turquia, es coneix com la mar de Tràcia; la situada entre les Cíclades i el Peloponès s'anomena mar de Mirtos, i la part més meridional, situada entre les Cíclades, el Dodecanès i la costa nord de Creta és l'anomenada mar de Creta.
En l'antiguitat, es donaven diverses explicacions sobre l'origen del nom Egeu. Segons aquestes, es deia que es va anomenar així per la ciutat d'Eges (en grec Àigai), una de les capitals de l'antiga Macedònia; per Egea, reina de les amazones, que va morir en aquesta mar, o per Egeu, pare de Teseu, que s'hi va llençar de cap pensant que el seu fill era mort.
La mar Egea va ser el bressol de dues antigues civilitzacions: la minoica a Creta i la micènica al Peloponès. Més endavant, veuria créixer les ciutats estat d'Atenes i Esparta, entre d'altres, que constituirien la civilització hel·lènica. Més tard, fou habitada pels perses, romans, els venecians, els turcs seljúcides i l'Imperi Otomà. L'Egea fou el lloc de naixement de les primitives democràcies i va permetre el contacte entre les diferents civilitzacions de la Mediterrània oriental.
Les illes de l'Egea s'acostumen a dividir en set grups: les de la mar Egea nord-oriental, Eubea, les Espòrades septentrionals, les Cíclades, les del golf Sarònic, el Dodecanès i Creta. Precisament, la paraula arxipèlag es va aplicar originàriament a totes aquestes illes. Moltes de les illes, o arxipèlags, de la mar Egea són, de fet, una extensió de les muntanyes de la terra ferma. Una d'aquestes serralades s'estén pel mar fins a Quios, una altra s'estén per Eubea fins a Samos, i una tercera s'estén, a través del Peloponès i Creta, fins a l'illa de Rodes, i fa de línia divisòria entre les mars Egea i Mediterrània. Moltes d'aquestes illes tenen badies i ports segurs, però la navegació per la mar és generalment dificultosa. També un bon nombre de les illes de la mar Egea són d'origen volcànic, i en d'altres s'hi extreu marbre i ferro. Les illes més grans gaudeixen d'algunes valls i planes fèrtils. Només dues de les illes relativament grans de la mar Egea pertanyen a Turquia: es tracta de Bozcaada (Tènedos) i Gökçeada (Imbros). Tota la resta són de sobirania grega.

## Nom i etimologia
El nom Egeu, emprat pels autors llatins tardans, feia referència a Egeu, de qui es deia que es va llançar a aquell mar per ofegar-se (en lloc de llançar-se des de l'acròpoli atenesa, segons expliquen alguns autors grecs). Va ser el pare de Teseu, el mític rei i heroi fundador d’Atenes. Egeu havia dit a Teseu que aixequés veles blanques quan tornés si tenia èxit en matar el Minotaure. Quan Teseu va tornar, va oblidar aquestes instruccions, i Egeu va pensar que el seu fill havia mort, així que es va ofegar al mar.
El mar era conegut en llatí com Mare Aegaeum mentre estava sota el control de l'Imperi Romà. Els venecians, que van governar moltes illes gregues a l'alta i baixa edat mitjana, van popularitzar el nom d'arxipèlag (grec: αρχιπέλαγος, que significa mar principal), nom que es va mantenir a molts països europeus fins a principis del període modern. A les llengües eslaves del sud, l'Egeu s'anomena Mar Blanc (Bulgarian: Бяло море, romanitzat: Byalo more; Macedoni: Бело море, romanitzat: Belo more; Serbo-Croata: Belo more / Бело море). El nom turc del mar és Ege Denizi, que deriva del nom grec, i Adalar Denizi que significa el mar de les illes.

## Geografia
Cobreix uns 214.000 km² d'àrea, mesura uns 670 km longitudinalment i 390 km latitudinals. La profunditat màxima del mar és de 2639 m, situat en un punt a l'oest de Càrpatos. Les illes de l'Egeu es troben dins les seves aigües, amb les següents illes que delimiten el mar al sud, generalment d'oest a est: Citera, Anticitera, Creta, Casos, Càrpatos i Rodes. La península d'Anatòlia marca el límit oriental del mar, mentre que el continent grec marca l'oest. Diversos mars es troben dins del mar Egeu; el Mar de Tràcia és una secció de l'Egeu situada al nord, el mar Icari a l'est, el Mar de Mirtos a l'oest, mentre que el mar de Creta és la secció sud.
Les regions gregues que voregen el mar, per ordre alfabètic, són Àtica, Grècia Central, Macedònia Central, Creta, Macedònia Oriental i Tràcia, Egeu Septentrional, Peloponès, Egeu Meridional i Tessàlia. La regió grega tradicional de Macedònia també limita amb el mar, al nord.
Les illes de l'Egeu, que gairebé totes pertanyen a Grècia, es poden dividir en set grups:
1. Illes del nord-est de l'Egeu, que es troben al Mar de Tràcia[3]

1. Illes de l'Egeu Oriental (Eubea)

1. Espòrades Septentrionals

1. Cíclades

1. Illes Saròniques (o illes Argo-Saròniques)

1. Dodecanès (o Espòrades del Sud)[4]

1. Creta

Moltes de les illes o cadenes d'illes de l'Egeu són extensions geogràfiques de les muntanyes del continent. Una cadena s'estén a través del mar fins a Quios, una altra s'estén per Eubea fins a Samos, i una tercera s'estén pel Peloponès i Creta fins a Rodes, dividint l'Egeu de la Mediterrània.
Les badies i golfs de l'Egeu que comencen al sud i es desplacen en el sentit de les agulles del rellotge inclouen a Creta, les badies o golfs de Mirabello, Almirós, Souda i Chania, a la part continental el Mar de Mirtos a l'oest amb el golf Argòlid, el golf Sarònic cap al nord-oest, el golf de Petàlies que connecta amb el mar Euboic del Sud, el golf Pagasètic que connecta amb el mar Euboic del Nord, el golf Termaic cap al nord-oest, la Península Calcídica incloent el golf de Cassandra i els golfs Singític, cap al nord el Golf Estrimònic i el golf de Kavala i la resta són a Turquia; golf de Saros, golf d'Edremit, golf de Dikili, golf de Çandarlı, golf d'Esmirna, golf de Kuşadası, golf de Gökova, golf de Güllük.
El mar Egeu està connectat amb el mar de Màrmara pels Dardanels, també conegut des de l'Antiguitat clàssica com l'Helespont. Els Dardanels es troben al nord-est del mar. Finalment, connecta amb la mar Negra a través de l'estret del Bòsfor, sobre el qual es troba la ciutat d’Istanbul. Els Dardanels i el Bòsfor es coneixen com a l'estret turc.

### Extensió
Segons l'Organització Hidrogràfica Internacional, els límits del mar Egeu són els següents:
- Al sud: una línia que va des del cap Aspro (28°16′E) a Àsia Menor, fins a Cum Burnù (Capo della Sabbia) l'extrem nord-est de l'Illa de Rodes, a través de l'illa fins al cap Prasonisi, el punt sud-oest d'aquesta, cap a Vrontos Point (35°33′N) a Skarpanto [ Càrpatos ], a través d'aquesta illa fins a Castello Point, l'extrem sud, fins al cap Plaka (extrem est de Creta), a través de Creta fins a Agria Grabusa, l'extrem nord-oest d'aquesta., des d'allí fins al cap Apolitares a l'illa d'Anticitera, a través de l'illa fins a Psira Rock (a l'extrem del punt nord-oest) i a través del cap Trakhili a l'illa de Citera, a través de Citera fins al punt nord-oest (cap Karavugia) i des d'allí fins al cap de Santa Maria (36° 28′ N, 22° 57′ E / 36.467°N,22.950°E) a Morea.

Als Dardanels: Una línia uneix Kum Kale (26°11′E) i Cap Helles.

### Hidrografia
L'aigua superficial de l'Egeu circula en un gir en sentit contrari a les agulles del rellotge, amb l'aigua mediterrània hipersalina que es desplaça cap al nord al llarg de la costa oest de Turquia, abans de ser desplaçada per la sortida menys densa del mar Negre. La densa aigua mediterrània s'enfonsa per sota del mar Negre a una profunditat de 23–30 m, després flueix a través de l'estret dels Dardanels i al mar de Màrmara a velocitats de 5–15 cm/s. La sortida del mar Negre es mou cap a l'oest al llarg del nord del mar Egeu, després flueix cap al sud al llarg de la costa est de Grècia.
L'oceanografia física del mar Egeu està controlada principalment pel clima regional, la descàrrega d'aigua dolça dels principals rius que drenen el sud-est d'Europa i les variacions estacionals del flux d'aigua superficial del mar Negre a través de l'estret dels Dardanels.
L'anàlisi de l'Egeu durant els anys 1991 i 1992 va revelar tres masses d'aigua diferents:
- Aigua superficial del mar Egeu – 40–50 m xapa gruixuda, amb temperatures d'estiu de 21-26 °C i temperatures hivernals que oscil·len entre 10 °C al nord fins a 16 °C al sud.
- Aigua intermèdia del mar Egeu – L'aigua intermèdia del mar Egeu s'estén de 40 a 50 m a 200–300 m amb temperatures que oscil·len entre els 11 i els 18 °C.
- Aigua del fons del mar Egeu - que es produeix a profunditats inferiors a 500–1000 m amb una temperatura molt uniforme (13-14 °C) i salinitat (3,91–3,92%).

### Clima

Mapa climàtic de Grècia. La major part de la massa terrestre que envolta el mar Egeu es classifica com a Csa, i la regió del nord és BSk.

El clima de la mar Egea reflecteix en gran part el clima de la Grècia i de l'oest de Turquia, és a dir, predominantment mediterrani. Segons la classificació climàtica de Köppen, la major part de l'Egeu està classificat com a Mediterrani d'estiu calent (Csa), amb estius més calorosos i secs juntament amb hiverns més suaus i humits. No obstant això, les altes temperatures durant els estius generalment no són tan altes com les dels climes àrids o semiàrids a causa de la presència d'una gran massa d'aigua. Això és més predominant a les costes oest i est de l'Egeu, i dins de les illes de l'Egeu. Al nord del mar Egeu, el clima es classifica com a semiàrid fred (BSk), que presenta estius més frescos que els climes mediterranis d'estiu càlid. Els vents etesians són una influència meteorològica dominant a la conca de l'Egeu.
La taula següent enumera les condicions climàtiques d'algunes ciutats importants de l'Egeu:
| Alexandroupoli                                                                | 8,4  | 30,1 | 60,4  | 6,8  | 0,69 | 2,5 |
| Bodrum                                                                        | 15,1 | 34,2 | 134,1 | 12,3 | 1,3  | 1,5 |
| Heraklion                                                                     | 15,2 | 28,6 | 91,5  | 10,1 | 1,0  | 0,1 |
| İzmir                                                                         | 12,4 | 33,2 | 132,7 | 12,6 | 1,7  | 0,4 |
| Thessaloniki                                                                  | 9,3  | 32,5 | 35,2  | 8,8  | 27,3 | 3,8 |
| Font: World Meteorological Organization, Turkish State Meteorological Service |      |      |       |      |      |     |

### Població
Nombrosos assentaments grecs i turcs es troben al llarg de la seva costa continental. així com a les ciutats de les illes de l'Egeu. Les ciutats més grans són Atenes i Tessalònica a Grècia i Esmirna a Turquia. La més poblada de les illes de l'Egeu és Creta. seguida d'Eubea i Rodes.

## Àrees protegides
Grècia ha establert diverses àrees marines protegides al llarg de les seves costes. Segons la Xarxa de Gestors d'Àrees Marines Protegides a la Mediterrània (MedPAN), quatre AMP gregues participen a la Xarxa. Aquests són el parc marí d'Alonnisos, mentre que les llacunes Missolonghi-Aitoliko i l'illa de Zacint no es troben a l'Egeu.

## Economia i política
Moltes de les illes de l'Egeu tenen ports i badies segurs. En l'antiguitat, la navegació pel mar era més fàcil que viatjar pel terreny accidentat del continent grec i, fins a cert punt, les zones costaneres d'Anatòlia. Moltes de les illes són volcàniques, i el marbre i el ferro s'extreuen en altres illes. Les illes més grans tenen algunes valls fèrtils i planes.
De les principals illes del mar Egeu, dues pertanyen a Turquia – Bozcaada (Tenedos) i Imbros; la resta pertanyen a Grècia. Entre els dos països, hi ha disputes polítiques sobre uns quants aspectes del control polític sobre l'espai de la Mar Egea, com ara la mida de les aigües territorials, el control aeri i la delimitació dels drets econòmics a la plataforma continental. Aquestes qüestions es coneixen com la disputa de l'Egeu.

### Turisme

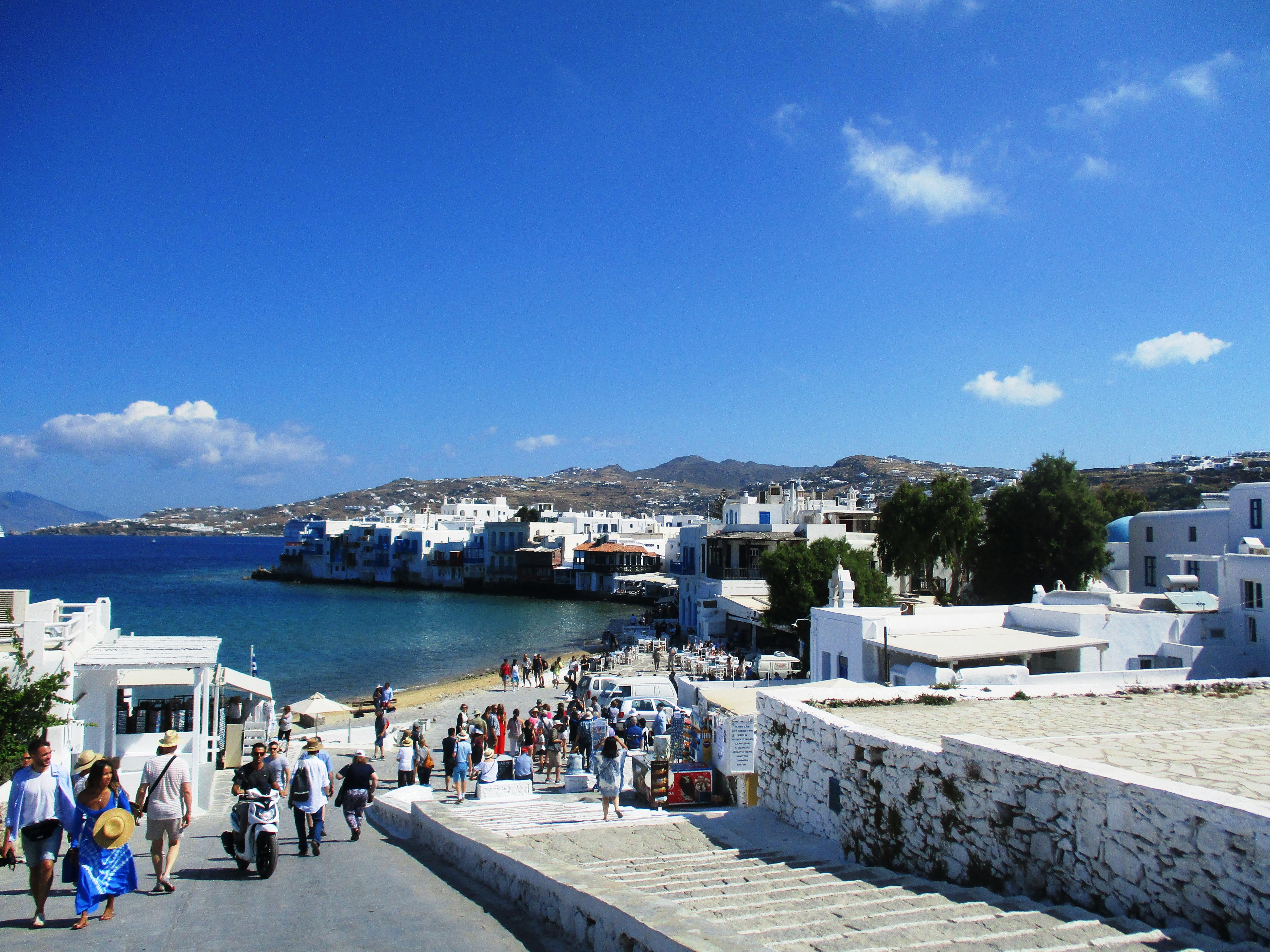
Turistes a la ciutat de Mykonos, part de les Cíclades

Les illes de l'Egeu dins del mar Egeu són destinacions turístiques importants. El turisme a les illes de l'Egeu aporta una part important del turisme a Grècia, sobretot des de la segona meitat del segle xx. Un total de cinc llocs del Patrimoni Mundial de la UNESCO es troben a les illes de l'Egeu; aquests són el monestir de Sant Joan el Teòleg i la cova de l'Apocalipsi a Patmos, el Pitagorèon i Herèon de Samos a Samos, el Nea Moni de Quíos, l'illa de Delos, i la ciutat medieval de Rodes.
Grècia és un dels països més visitats d'Europa i del món amb més de 33 milions de visitants el 2018, i la indústria turística al voltant d'una quarta part del producte interior brut de Grècia. Les illes de Santorini, Creta, Lesbos, Delos i Mykonos són destinacions turístiques habituals. S'estima que 2 milions de turistes visiten Santorini anualment. No obstant això, en els darrers anys han sorgit preocupacions relacionades amb l'excés de turisme, com ara problemes d'infraestructures inadequades i massificació. Al costat de Grècia, Turquia també ha tingut èxit en el desenvolupament de zones turístiques i atreure un gran nombre de turistes, contribuint al turisme a Turquia. La frase Creuer Blau es refereix als viatges recreatius al llarg de la Riviera turca, inclòs a través de l'Egeu. L'antiga ciutat de Troia, Patrimoni de la Humanitat, es troba a la costa turca de l'Egeu.
Grècia i Turquia participen en el programa de certificació de platges Bandera Blava de la Fundació per a l'Educació Ambiental. La certificació s'atorga a platges i ports esportius que compleixen estrictes estàndards de qualitat, incloent criteris de protecció del medi ambient, qualitat de l'aigua, seguretat i serveis. A partir del 2015, la Bandera Blava ha estat atorgada a 395 platges i 9 ports esportius de Grècia. Les platges del sud de l'Egeu a la costa turca són Muğla, amb 102 platges guardonades amb la bandera blava, juntament amb Esmirna i Aydın, que tenen 49 i 30 platges guardonades respectivament.